# David Zaslav
David Zaslav, né le 15 janvier 1960, est un magnat des médias américain.
Président de la chaîne Discovery Channel depuis 2006, il devient en 2022, à la suite de la fusion du groupe WarnerMedia et de Discovery, président du groupe Warner Bros. Discovery, résultat de la fusion.

## Biographie

### Jeunesse
David Zaslav est né à Brooklyn, à New York City. Il vient d'une famille juive, et a ensuite déménagé à Ramapo, quand il avait huit ans, où il a continué sa scolarité jusqu'au lycée.

### Carrière

#### NBCUniversal
Avant 2006, David Zaslav travaillait chez NBCUniversal. Il était responsable de la distribution du contenu du groupe. On peut citer par exemple: les chaines Bravo, CNBC World, Syfy, Telemundo, USA Network, ainsi que la diffusion des Jeux Olympiques sur la chaine NBC.

#### Discovery, Inc.
Zaslav est devenu PDG de Discovery Communications le 16 novembre 2006, succédant à Judith McHale. Zaslav a initié un changement de stratégie de la société, visant à se considérer comme une « société de contenu » plutôt qu'une « société de câble » en renforçant ses principaux réseaux (tels que son homonyme Discovery Channel) en tant que marques multiplateformes. En tant que PDG, Zaslav a supervisé le développement et le lancement de nouveaux réseaux tels que Planet Green (rebaptisé plus tard Destination America), The Hub, Oprah Winfrey Network (OWN), Velocity (rebaptisé plus tard MotorTrend), et Investigation Discovery, ainsi que l'acquisition de Scripps Networks Interactive par la société en 2018, l'expansion de ses opérations d'éducation numérique, et le lancement du service de streaming Discovery+.
Sous sa direction, Discovery a commencé à négocier en tant que société publique en 2008, est devenue une société Fortune 500 en 2014 et a acquis Scripps Networks Interactive en 2018 pour 14,6 milliards de dollars, devenant Discovery, Inc avec de nouveaux réseaux, notamment Food Network, HGTV et DIY Network.

#### Warner Bros. Discovery
En mai 2021, il a été annoncé que Zaslav occuperait le poste de PDG d'un projet de fusion de Discovery avec une filiale de WarnerMedia (AT&T) , succédant ainsi à Jason Kilar. L'accord de 43 milliards de dollars a été conclu le 8 avril 2022. La rémunération des dirigeants de Zaslav comprend un salaire annuel de 3 millions de dollars assorti d'une prime annuelle de 22 millions de dollars. Dans le cadre de sa prolongation de contrat, Zaslav a également reçu des options d'achat d'actions d'une valeur de 190 millions de dollars. En 2023, la rémunération totale de Zaslav au sein de Warner Bros. Discovery s'élevait à 49,7 millions de dollars, soit un ratio de rémunération PDG/employé médian de 290 pour 1.
Sous la direction de Zaslav, Warner Bros. Discovery a lancé Max, une offre de streaming combinée qui réunissait les bibliothèques de HBO Max et Discovery+. Le service a fait ses débuts aux États-Unis le 23 mars 2023, en Amérique latine et dans les Caraïbes le 27 février 2024 et dans certaines parties de la zone EMEA le 21 mai 2024, avec d'autres marchés internationaux à suivre.
Depuis août 2022, Zaslav a reçu d'immenses critiques universelles du public pour sa décision d'annuler des projets afin de réclamer des déductions fiscales , beaucoup le considérant comme l'un des hommes les plus détestés de l'histoire du divertissement. Certains de ces projets étaient « pratiquement terminés » ou en fin de post-production, notamment Batgirl, Coyote vs. Acme et Scoob! Holiday Haunt. Zaslav a également reçu des critiques pour le retrait de nombreux programmes d'animation de Warner Bros. et de certaines émissions d'action en direct de HBO des plateformes de streaming et pour le retrait d'une partie du contenu du service en général, notamment Final Space, Tig n' Seek, Elliott le Terrien, The Nevers, Infinity Train, La Colo magique, Les Fungies, Close Enough, Westworld, The Not-Too-Late Show with Elmo, tous les dessins animés originaux des Looney Tunes et des Merrie Melodies, et près de 200 épisodes de Sesame Street. Le créateur d'Infinity Train, Owen Dennis, a fait remarquer que de nombreux programmes sont en réalité des « médias perdus ».
En tant que directeur de Warner Bros. Discovery, Zaslav a nommé Chris Licht PDG de CNN en 2022. Avec le soutien de Zaslav, Licht a mis en œuvre des changements chez CNN qui cherchaient à se concentrer sur le « journalisme d'abord ». En août 2023, Zaslav a nommé Mark Thompson, ancien président-directeur général de The New York Times et ancien directeur général de la BBC, comme nouveau directeur de CNN.
Lors des conflits du travail à Hollywood en 2023, David Zaslav a déclaré que Warner Bros. Discovery et d'autres studios hollywoodiens n'étaient « pas contents » que les grèves de la WGA et de la SAG-AFTRA aient eu lieu et que la société s'efforçait de résoudre la grève et de rémunérer équitablement les scénaristes et les acteurs. Selon la WGA et la SAG-AFTRA , les revendications de leurs travailleurs coûteraient à WBD environ 47 millions de dollars. En septembre 2023, WBD a estimé que la grève avait causé des pertes de 300 à 500 millions de dollars pour l'entreprise.
En février 2024, un groupe de membres du Congrès américain a adressé une lettre à Zaslav critiquant World's Ultimate Frontier, une production conjointe de Discovery et du média d'État chinois China Global Television Network (CGTN), pour avoir « blanchi le génocide » des Ouïghours du Xinjiang. Ils ont appelé Discovery à « suspendre immédiatement ce partenariat avec CGTN et à s'abstenir de tout partenariat similaire avec tout autre agent d'influence du PCC ».
Zaslav s'est associé au PDG de Disney, Bob Iger, et au PDG de Fox, Lachlan Murdoch, dans une coentreprise pour créer un service de streaming sportif, nommé Venu Sports , qui serait dirigé par l'ancien dirigeant d'Apple, Pete Distad. Le service devait initialement être lancé à l'automne 2024, mais a finalement été annulé.
En avril 2025, Zaslav est toujours critiqué pour sa mauvaise gestion de Warner Bros. Discovery, s'éloignant encore davantage de sa promesse de relancer le célèbre studio de cinéma en aliénant une grande partie de son ancien public.